# FC 페트롤룰 플로이에슈티
FC 페트롤룰 플로이에슈티(루마니아어: FC Petrolul Ploiești)는 플로이에슈티를 연고로 하는 루마니아의 축구 클럽이다. 현재는 리가 I에 참가하고 있다.
1924년 부쿠레슈티를 연고로 하던 축구 클럽인 트리움프 부쿠레슈티(Triumf București)와 롬코미트 부쿠레슈티(Romcomit București)가 합병되면서 창단된 주벤투스 부쿠레슈티(Juventus București)가 전신이다. 현재의 연고지인 플로이에슈티로 연고지를 이전한 시기는 1952년이다. 라피드 부쿠레슈티와 전통적인 라이벌 관계를 형성하고 있다.

## 성적
- 리가 I: 우승 3회 (1957–58, 1958–59, 1965–66), 준우승 3회 (1925–26, 1955, 1961–62)
- 리가 II: 우승 8회 (1940–41, 1954, 1976–77, 1981–82, 1984–85, 1988–89, 2002–03, 2010–11), 준우승 1회 (1980–81)
- 쿠파 로므니에이: 우승 3회 (1962–63, 1994–95, 2012–13), 준우승 1회 (1952)
- 수페르쿠파 로므니에이: 준우승 2회 (1995, 2013)

## 선수 명단

### 현역
참고: FIFA 자격 규정에 따라 소속된 국가대표팀 국기를 표시합니다. 선수는 복수의 FIFA 비회원국 국적을 가지고 있을 수 있습니다.
| 번호 | 포지션 | 국적       | 이름                |
| ---- | ------ | ---------- | ------------------- |
| 2    | DF     | 포르투갈   | 마리안 후           |
| 9    | FW     | 나이지리아 | 크리스티안 이로비소 |
| 34   | GK     |            | 오스카 린네르       |

| 번호 | 포지션 | 국적 | 이름 |
| ---- | ------ | ---- | ---- |

## 역대 감독
| 감독              | 임기        |
| ----------------- | ----------- |
| 펠드먼 줄러       | 1927 ~ 1929 |
| 이오안 안도네     | 1996 ~ 1997 |
| 미르체아 레드니크 | 2012        |
| 코스민 콘트라     | 2012 ~ 2014 |
| 티보르 셀리메스   | 2015        |
| 미르체아 레드니크 | 2015        |
| 비오렐 몰도반     | 2020 ~ 2021 |